# Amir Ichemgoulov
Amir Minniakhmetovitch Ichemgoulov (en russe : Амир Минниахметович Ишемгулов ; en bachkir : Әмир Миңләхмәт улы Ишемғолов, Ämir Miñläxmät ulı İşemğolov), né le 22 mai 1960 en république de Bachkirie et mort le 29 octobre 2020, est un scientifique russe appartenant au peuple bachkir. Il est président du Congrès mondial des Bachkirs (en), docteur es sciences, professeur (2006), directeur général du Centre national de la recherche sur l'apiculture et apithérapie (ru), député de l'Assemblée nationale de la république de Bachkirie (en) et scientifique émérite de la fédération de Russie (2008).
Issu d'une famille d'écrivains ruraux du village d'Alimgoulovo (en), Amir Ichemgoulov est le petit-fils de l'écrivaine Zainab Biicheva. Il est diplômé de l'Institut agricole de Bachkirie.
Il dirige depuis 1998 le Centre national de recherche sur l'apiculture et l'apithérapie. En 2005, il a défendu sa thèse de doctorat.
En 2013, il est élu député à l'Assemblée nationale de la république de Bachkirie sous la bannière du parti Russie unie.
Amir Ichemgoulov est l'auteur de plus de deux cents articles scientifiques.